# Helge Melbin
Helge Melbin (født 9. januar 1897 på Frederiksberg) var en dansk typograf og atlet (sprinter). Han løb for Østerbro-klubben Københavns IF og vandt det danske mesterskab 1928 på 200 meter.
Kunstneren Jens Ferdinand Willumsen har i 1912 malet sig selv mens han udfører et portræt af den unge Helge Melbin. Maleriet er deponeret på J.F. Willumsens Museum af det svenske Nationalmuseum i Stockholm. 
Helge Melbin var i en lang periode dame-træner i KIF.

## Personlige rekorder
- 100 meter: 11,1 1929
- 200 meter: 23,3 1928